# Noelia Bail García
Noelia Bail García   (Viladecans, 1978), més coneguda com a Noe Bail, és una política catalana, líder de Podem Catalunya durant els anys 2018 i 2019.
Llicenciada en dret i ciències polítiques per la Universitat Pompeu Fabra i màster en Polítiques d'Igualtat de Gènere, va ocupar la Secretaria de Feminismes i Coordinació Interna de Podem quan Albano Dante Fachín n'era secretari general. Des de l'11 d'abril de 2018 és membre del Consell Ciutadà de Podem Catalunya, òrgan de direcció del partit.
El 24 de setembre de 2018 va ser elegida nova secretària general de Podem Catalunya, després que Xavier Domènech renunciés a tots els seus càrrecs a principis de setembre del mateix any. La seva candidatura es va imposar a l'encapçalada per Jaume Durall per només 19 vots en una elecció interna en què participaria el 12% dels inscrits en el partit.
Quan Albano Dante Fachín, Àngels Martínez i Marta Sibina van crear Som alternativa, li van proposar d'unir-s'hi, però ella va preferir quedar-se a Podem. Crítica amb Pablo Iglesias, Bail es va oposar que Xavier Domènech optés a dirigir Podem l'abril de 2018, quan ja era líder de Catalunya en Comú. A més reivindica que Podem se sustenti en les bases i el territori i prefereix una coalició amb els comuns en detriment d'una confluència que amenaci la desaparició de Podem.